# Adolf-Rhomberg-Haus

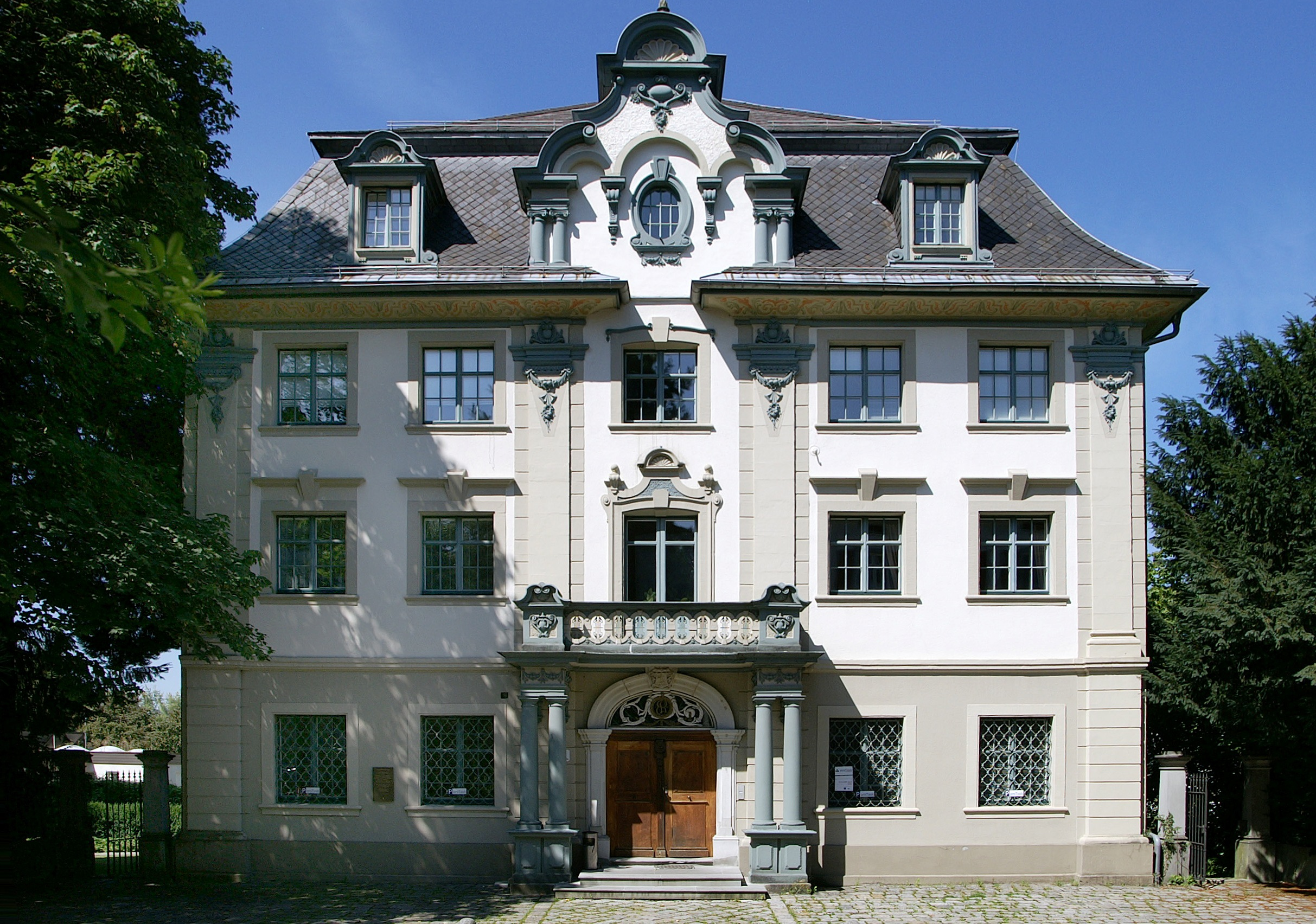
Frontalansicht des Adolf-Rhomberg-Hauses (2007)

Das Adolf-Rhomberg-Haus ist ein unter Denkmalschutz stehendes Bürgerhaus in der österreichischen Stadt Dornbirn. Es befindet sich im Stadtbezirk Markt in der Marktstraße gegenüber dem Kapuzinerkloster und ist nach seinem bekanntesten Bewohner, dem früheren Vorarlberger Landeshauptmann Adolf Rhomberg, benannt. 
Errichtet wurde das Gebäude in den Jahren 1798–1799 unter dem Bauherrn Marx Alois Luger. Seine heutige äußere Gestalt erhielt es aber erst nach der Umgestaltung im Jahr 1900 durch den bekannten Jugendstilarchitekten Hanns Kornberger.

## Geschichte

Aufnahme aus dem Treppenhaus im Jahr 2018

### Baugeschichte
Ursprünglicher Bauherr des eindrucksvollen Bürgerhauses an der heutigen Marktstraße war der Dornbirner Textilunternehmer Marx Alois Luger. Luger hatte Ende des 18. Jahrhunderts mit der Übernahme der Geschäftstätigkeiten im Unternehmen seines Vaters ein ansehnliches Vermögen erwirtschaftet. Dementsprechend ließ er sich ab 1798 von Baumeister Sigmund Hilbe um etwa 15.000 Gulden, was dem zehnfachen Wert eines gewöhnlichen Wohnhauses entsprach, ein Gartenpalais in der Vorderstadt errichten. Zu dieser Zeit existierten im Bereich der heutigen äußeren Marktstraße noch kaum größere Gebäude, sodass das Palais wirkungsvoll im Grünen, gleichzeitig aber an einer Hauptdurchgangsstraße platziert war.
Das Gebäude umfasste nach seiner Fertigstellung im Jahr 1799 ein Kellergeschoß mit drei darüber liegenden Etagen, wobei in der Mitte jeder dieser Etagen ein Gang von einer Hausfront zur gegenüberliegenden führte. Ebenfalls enthielt das Gebäude einen größeren Saal, der für besondere Einladungen vorgesehen war, sowie das Dachgeschoß im vierseitigen Mansarddach, in dem das Hauspersonal untergebracht wurde.

### Großfürst Konstantin als Bewohner
Die Kriegsjahre des Ersten Koalitionskriegs, inmitten derer die Errichtung des Hauses erfolgte, brachten einen ungeplanten Bewohner in das Haus von Marx Alois Luger. Die russische Armee unter Generalfeldmarschall Alexander Wassiljewitsch Suworow war auf dem Weg von der Po-Ebene nach Deutschland, als die Anwesenheit der Franzosen in der Nordschweiz sie zu einem Umweg über das Gebirge nach Graubünden und in weiterer Folge auch Vorarlberg zwang. In Dornbirn fanden die Russen Quartier und nisteten sich in allen Häusern der kleinen Gemeinde ein. Während das Kommando am Marktplatz einquartiert wurde, kam Großfürst Konstantin Pawlowitsch Romanow, Sohn des Zaren Paul I. und Bruder des späteren Zaren Alexander I., in das neu errichtete Haus von Marx Alois Luger. Erst nach 14 Tagen Aufenthalt reisten die russischen Truppen weiter nach Lindau, wodurch Luger wieder in den Besitz seines Fabrikantenpalais gelangte.

### Konkurs Lugers und neuer Besitzer

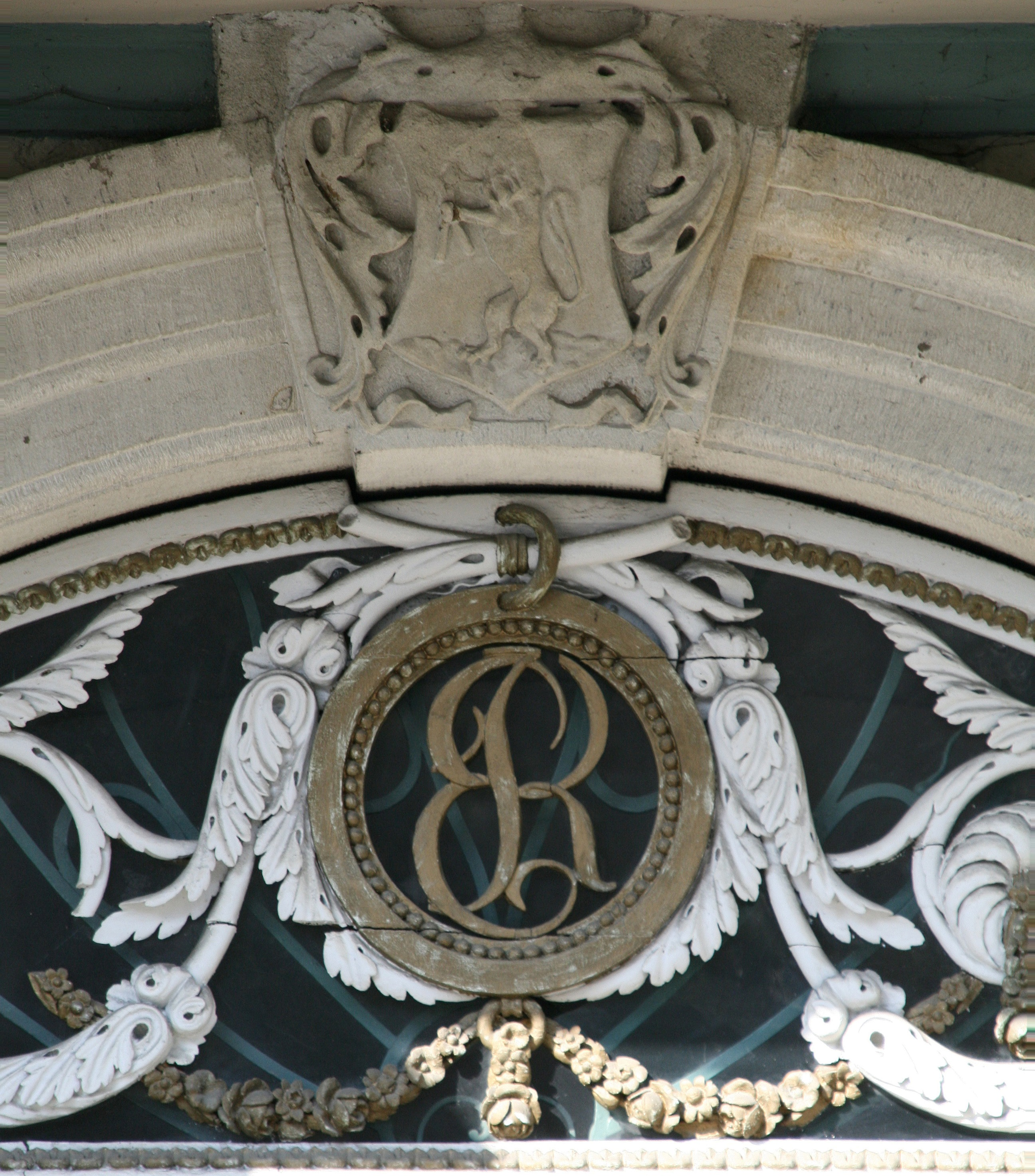
Zeichen der Inbesitznahme: Wappen und Initialen von Eduard Rhomberg

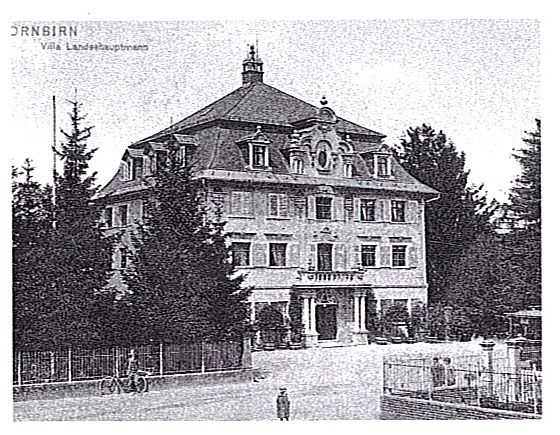
Das Haus des Landeshauptmanns um 1900

Im September 1803 musste Marx Alois Luger den Konkurs über sein Unternehmen anmelden. Einem Rohvermögen von 100.000 Gulden standen zu diesem Zeitpunkt Schulden in der Höhe von etwa 250.000 Gulden gegenüber. Das auf einen Wert von 15.000 Gulden geschätzte neu errichtete Haus Lugers wurde von dessen Schwiegervater Johann Huber mit 10.999 Gulden aus der Konkursmasse ausgelöst. Luger selbst und seine junge Frau Katharina zogen wieder in jene alte Remise zurück, aus der Luger erst wenige Jahre zuvor ausgezogen war. 
Neuer Hausherr und Bewohner des Gebäudes wurde also Lugers Schwiegervater, der Textilunternehmer Johann Huber. Nach dessen Tod im Jahr 1818 zogen Marx Alois Luger und seine Ehefrau zur Schwiegermutter zurück in das Palais, wo sie bis zum Tod von Maria Anna Huber 1833 wohnten. Als dieser Todesfall schließlich eintrat und das Palais endgültig verkauft werden musste, zog Luger mit seiner Ehefrau und den Kindern nach Wien.

### Die Familie Rhomberg im Haus
Mit dem Verkauf des Gartenpalais im Jahr 1833 kam erstmals ein Mitglied der Familie Rhomberg in dessen Besitz. Da das Gebäude noch immer sehr teuer war und sich nur wenige Dornbirner ein solches Anwesen leisten konnten, ist es kaum verwunderlich, dass ein Mitglied des damals größten Dornbirner Textilunternehmens Herrburger & Rhomberg das Haus schließlich erwarb. Eduard Rhomberg war ein Großneffe des Erbauers Marx Alois Luger und Sohn des Textilunternehmers Josef Anton Rhomberg. Noch heute zeugen das Wappen der Rhombergs und die ineinander verschlungenen Buchstaben E R über der Eingangstür von der Inbesitznahme durch Eduard Rhomberg. Rhomberg war in den 40er-Jahren des 19. Jahrhunderts Gesellschafter der Firma Herrburger & Rhomberg und galt als uneigennütziger Wohltäter.
Der nächste und bekannteste Hausbewohner wurde am 23. März 1851 als Sohn und Stammhalter Eduard Rhombergs in ebendiesem Haus geboren. Adolf Rhomberg, der später eine steile politische Karriere machte und bis zum Landeshauptmann aufstieg, war noch Student der Rechtswissenschaften, als sein Vater am 21. Dezember 1873 starb. Mit dem Tod seines Vaters übernahm Adolf nicht nur dessen leitende Position im Unternehmen, sondern auch das Gartenpalais. Noch bevor er sein eigenes Haus umbauen ließ, stiftete Adolf Rhomberg, mittlerweile Vorarlberger Landeshauptmann, im Jahr 1893 den Bau eines Kapuzinerklosters direkt gegenüber von seinem Heimathaus.
Schließlich beauftragte Rhomberg den bekannten Jugendstilarchitekten Hanns Kornberger im Jahr 1900 mit der Renovierung und dem Umbau des Palais. Kornberger widmete sich besonders der straßenseitigen Fassade sowie der parkartigen Umgestaltung des Gartens, der der damaligen Mode folgend auch mit einem großen Springbrunnen ausgestattet wurde. Nach dem Tod Adolf Rhombergs wohnten neben seiner Witwe noch dessen Nichte Marie Scheller und deren Ehemann Franz Wolf, ein Rechtsanwalt aus Bregenz, im Gartenpalais. Marie Wolf lebte noch bis zu ihrem Tod 1986 im Adolf-Rhomberg-Haus, wobei während der Zeit der nationalsozialistischen Diktatur auch Kreisleiter Klaus Mahnert kurzfristig zwangseinquartiert wurde. Nach ihrem Tod wurde das Gebäude schließlich an die Vorarlberger Innung der Baugewerbe veräußert, die das Adolf-Rhomberg-Haus im Jahr 1987 grundlegend sanierte.